# Пещера отшельника
Пещера отшельника (англ. Hermit's Cave) — комплекс каменных сооружений в Австралии на северо-восточной окраине Гриффита, Новый Южный Уэльс, внесённый в Реестр государственного наследия Нового Южного Уэльса 12 января 2007 года.
Представляет собой комплекс из укрытий, террасных садов, экзотических растений, ёмкостей с водой, каменных стен, а также соединительных мостов, лестниц и дорожек, которые тянутся более чем на километр. Эти сооружения, построенные в одиночку итальянским мигрантом Валерио Ричетти, потребовали от него перемещения сотен тонн камня и земли, вписанных в природные особенности ландшафта.

## История
В период с 1929 по 1952 год итальянский отшельник превратил в жилое помещение каменный выступ одного из хребтов недалеко от Гриффита. Более двух десятилетий Ричетти разрабатывал этот участок протяжённостью в один километр, где жил в изолированном уединении с 1929 по 1942 год. Задержанный во время Второй мировой войны, он продолжил работать на этом участке до 1952 года, когда вернулся в Италию, где и умер.
Сохранилось очень мало документов о жизни Валерио Ричетти в Австралии, и они почти полностью ограничены записями о его интернировании, датированными 1942—1945 годами и хранящимися в Национальном архиве Австралии (National Archives Australia). Бо́льшая часть информации, содержащейся в этих записях, представлена в форме ответов Ричетти на вопросник Военной полиции при его интернировании. Но мало что из его ответов может быть подтверждено другими документами. Кроме этого имелась фотокопия трудовой книжки его работы на шахтах компании BHP Billiton.
Фотокопии большинства документов Ричетти представлены в книге Бобби Кайларда «Recovering the Lost Landscape of Valeri Ricetti: the archaeology of an individual».

## Описание
Пещерный комплекс итальянского отшельника — это скальные сооружения со сложной каменной кладкой и земляными работами, созданными руками Ричетти; все они расположены вдоль узкой вершины хребта, занимая более одного километра вдоль юго-восточной стороны холма Scenic Hill, который представляет собой откос высотой 200 метров в самой южной части хребта Мак-Ферсон. Этот живописный холм в настоящее время примыкает к западной окраине Коллины — пригорода Гриффита. Площадь объекта составляет около 16 гектар: длина — 1150 метров, ширина — от 120 до 190 метров.
Рукотворный комплекс Валерио Ричетти сейчас представляет собой.
1. Far South Rock Shelter. 40-ступенчатая каменная лестница и каменное укрытие с узким проходом, ведущим в небольшую камеру
2. South Rock Shelter. Укрытие в скалах с каменной лестницей из 18 ступеней; жилище с частично сохранившимися каменными стенами и остатками каменной кладки
3. Southern Garden and Rock Shelter. Жилище, состоящее из двух садов, трёх цистерн и каменного укрытия
4. Central Hide-Outs. Каменная лестница, соединяющая сады с «главной пещерой», а также два укрытия: нижнее и верхнее
5. Main Cave. Главное сооружение в виде пещеры, связанное с другими строениями, которые широко известны как «кухня», «оружейный столб», «художественная галерея» и «часовня»
6. North Rock Shelter 1. Узкое прямоугольное убежище с двумя построенными стенами, хорошо скрытое у подножия отвесной скалы, соединено дорожками с «главной пещерой» и укрытием North Rock Shelter 2
7. North Rock Shelter 2. Огороженное каменное укрытие, хорошо замаскированное и вне поля зрения как с вершины гребня, так и снизу; 30-ступенчатая каменная лестница, соединяющая убежище с вершиной гребня и подножием холма
8. Site of Western Shelter. Это место известно по архивным фотографиям и подтверждено устной историей, хотя никаких физических свидетельств о его существовании не сохранилось; на архивных фотографиях видно каменное сооружение с крупными гладкими прямоугольными блоками, обрамляющее деревянный дверной проем с косяками и изогнутой деревянной перемычкой — строение представляло собой небольшую комнату, построенную вокруг полого дерева ивы, у основания которого Ричетти соорудил камин, чтобы дерево могло служить дымоходом.

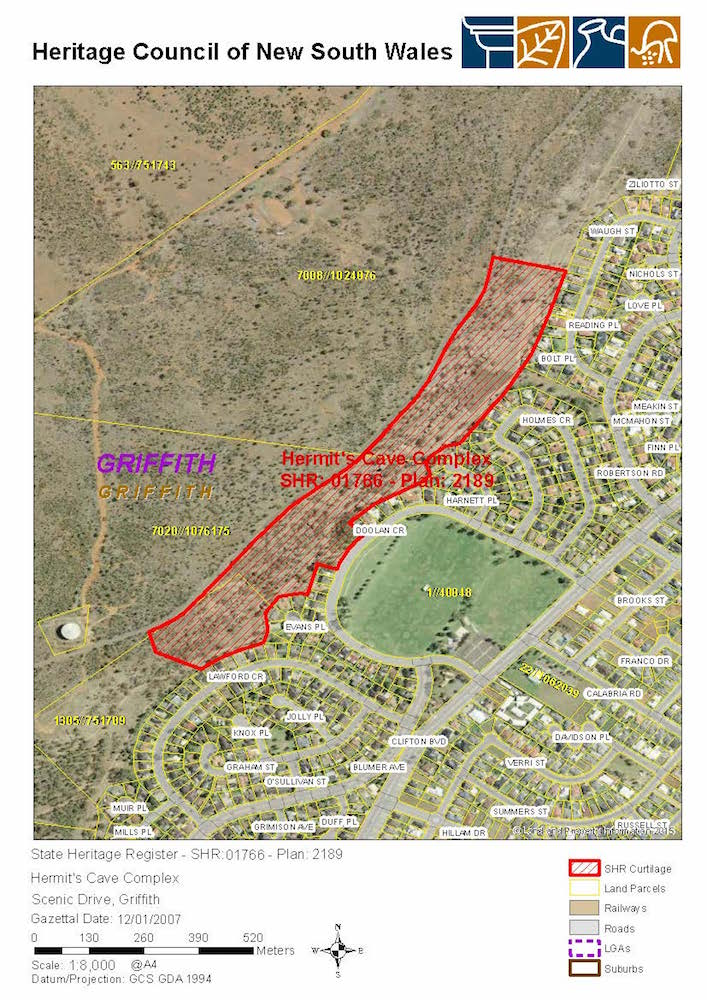
Территория Hermit’s Cave Complex

Культурный ландшафт историко-археологического комплекса, известный как Hermit’s Cave Complex, имеет государственное значение как редкий пример в Новом Южном Уэльсе задокументированного, обширного и относительно нетронутого комплекса жилищ отшельников, являющегося выдающимся археологическим объектом двадцатого века, содержащим редкие образцы наскального искусства, исторические граффити, многочисленные каменные сооружения, земляные работы и остатки культивации. Этот комплекс иллюстрирует европейскую традицию отшельничества, которая редко встречается в Австралии.